# Petersau
Die Petersau (gesprochen: Peters-Au) ist eine Flussaue des Rheins. Sie liegt linksrheinisch zwischen den Städten Ludwigshafen am Rhein und Worms und gehört zur Stadt Frankenthal (Pfalz). Auf der Petersau befinden sich neben einer ausgeprägten Auenlandschaft auch ein Reiterhof (Hofgut Petersau) und eine Fabrik von Intersnack zur Herstellung von Kartoffelchips.

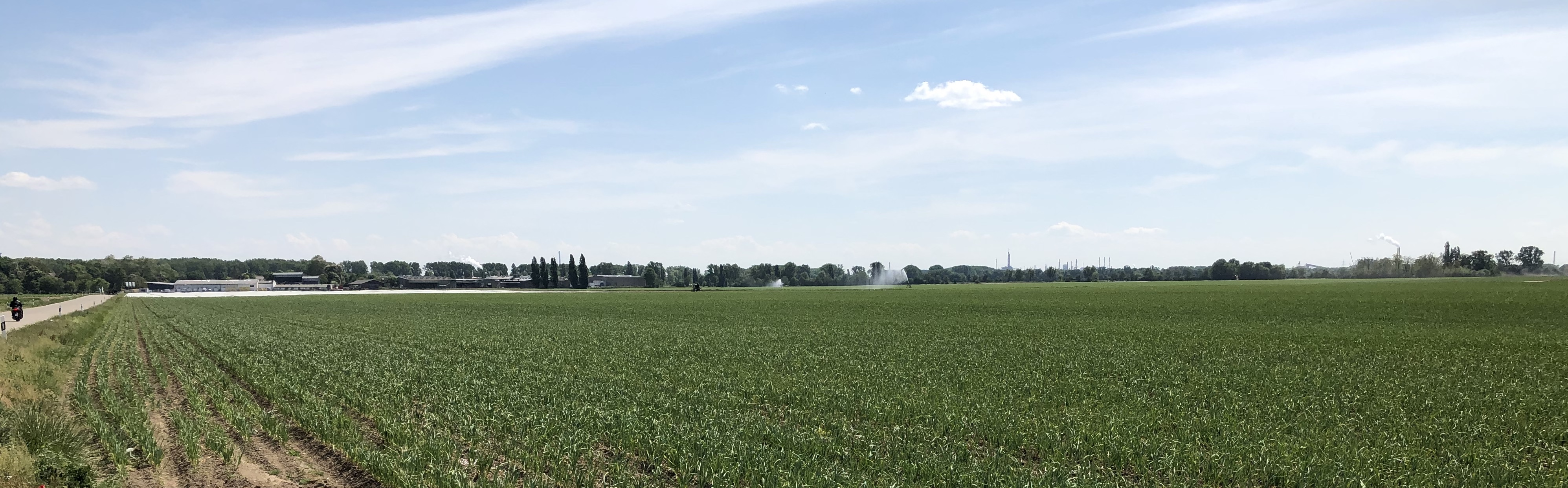
Petersau - Hofgut und Produktionsstätte am Horizont

## Geschichte
1571 war die  Petersau in Besitz des Wormser Domstifts. Der Name der Au weist auf das Patrozinium des Wormser Doms St. Peter hin. Im 18. Jahrhundert kam die Petersau in Besitz des Mannheimer Jesuitenkollegs und wurde somit kurpfälzisch. Ein noch vorhandener Bildstock mit dem Relief des Ordensheiligen der Jesuiten Franz Xaver weist auf diese Zeit hin.
Durch die Rheinregulierung durch Johann Gottfried Tulla gelangte die ursprünglich rechtsrheinische Petersau zu Beginn des 19. Jahrhunderts auf die linke Rheinseite.
1803 wurde das Hofgut im Zuge der Säkularisation in Mainz versteigert. Arthur Bohnenberger aus Stuttgart erwarb um 1860 das Hofgut. 1909 ging es in den Besitz von Ökonomierat Friedrich Weber über, der allerdings bereits 1917 verstarb.
Um die Jahrhundertwende  betrug der Umfang des Gutes Petersau 368 ha Feld, 249 ha Wiesen und 33 ha Wald.
Irmgard von Opel, eine Enkelin des Industriellen und Gründers der Adam Opel AG, Adam Opel  übernahm 1934 als Mitglied der Erbengemeinschaft Weber das Hofgut. Dort errichtete ihr Sohn Carlo von Opel 1962 eine Produktionsanlage für Kartoffelchips, die Firma Chio Chips, in der zunächst die Kartoffeln aus dem eigenen Anbau verarbeitet wurden. Heute beherbergt das Hofgut Petersau die Pferdezucht- und Reitanlagen der Familie von Opel.

## Varia
In der Nähe der Petersau befindet sich mit 87,30 m NHN der tiefste Punkt der Pfalz.

## Galerie

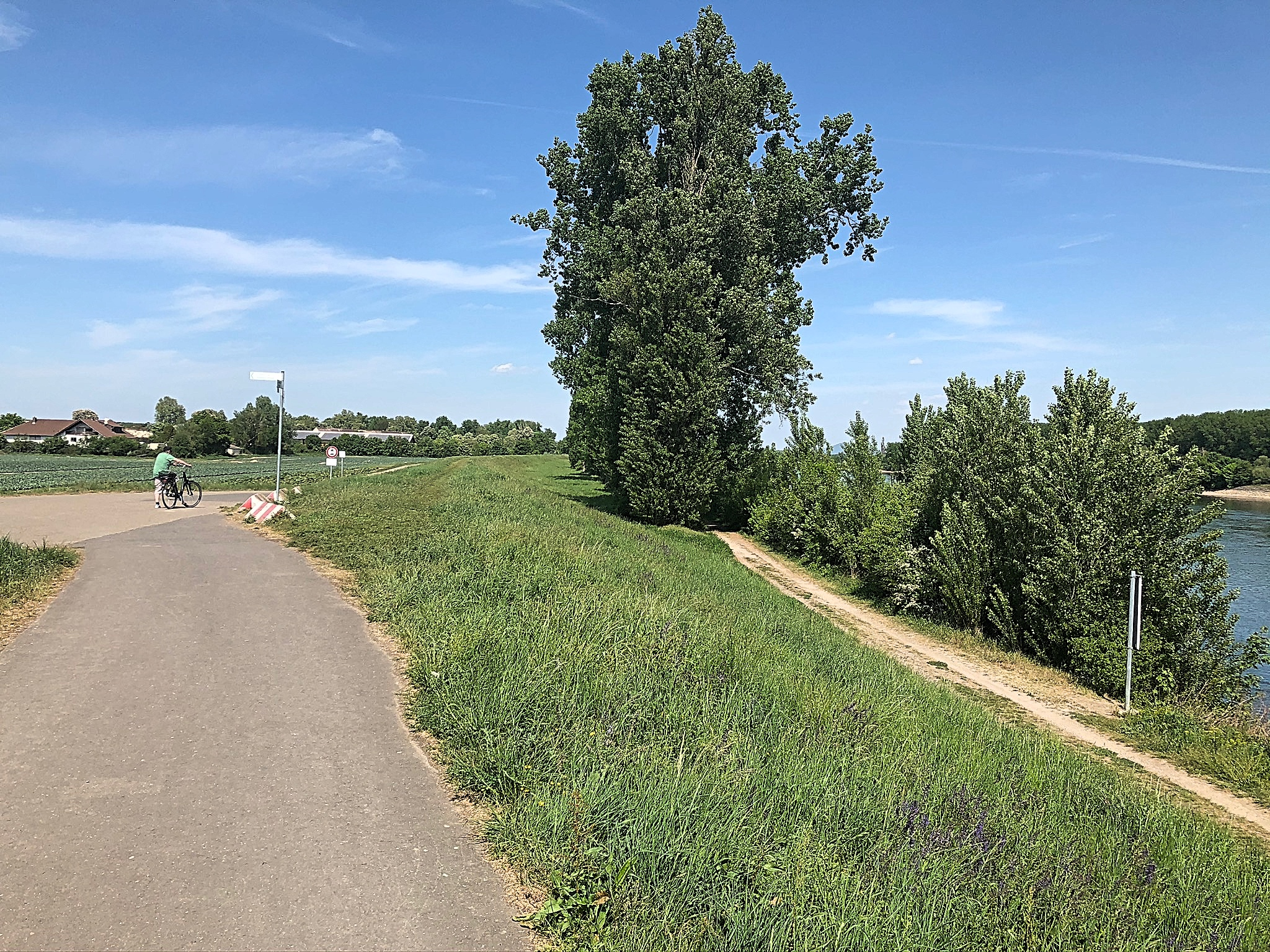
Rhein (rechts), Hofgut (links)
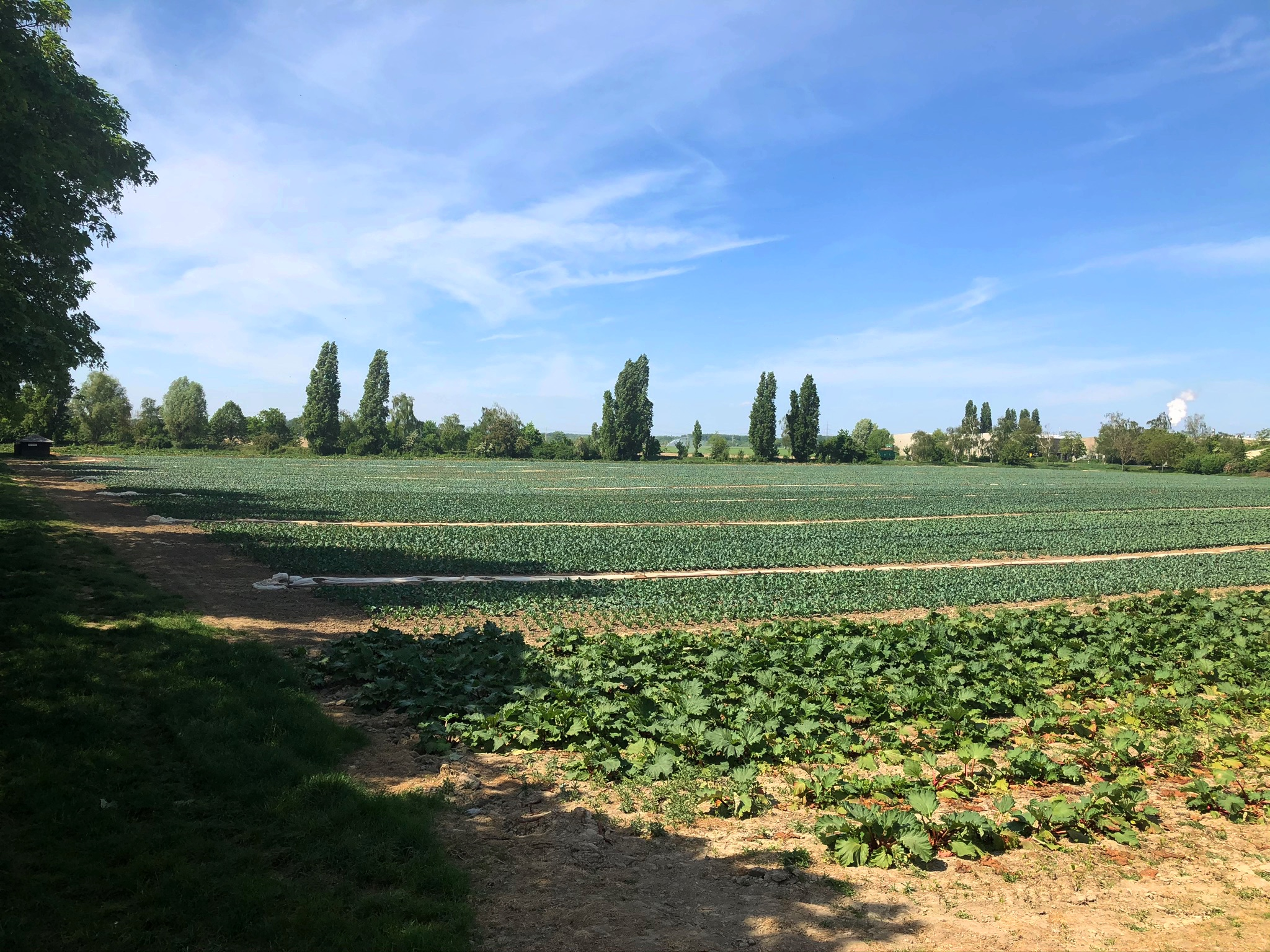
Petersau – Blick nach Westen
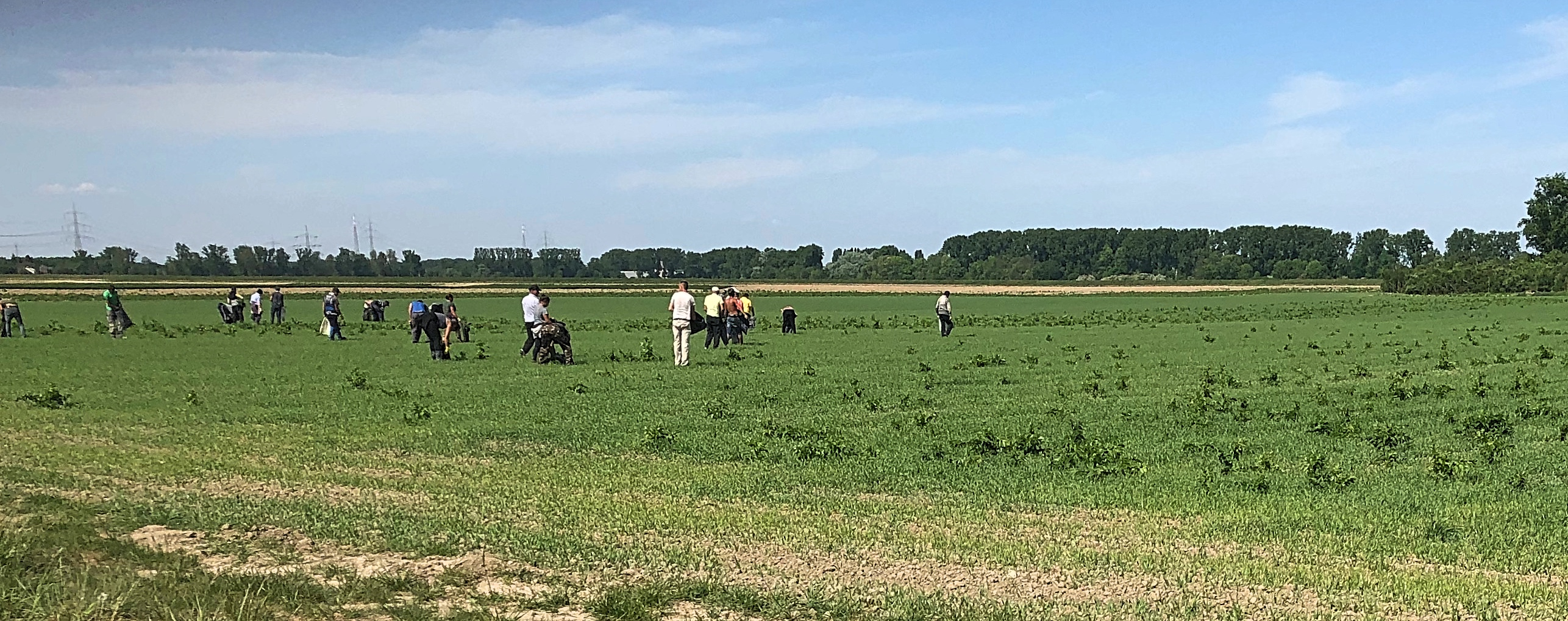
Feldarbeit auf der Petersau
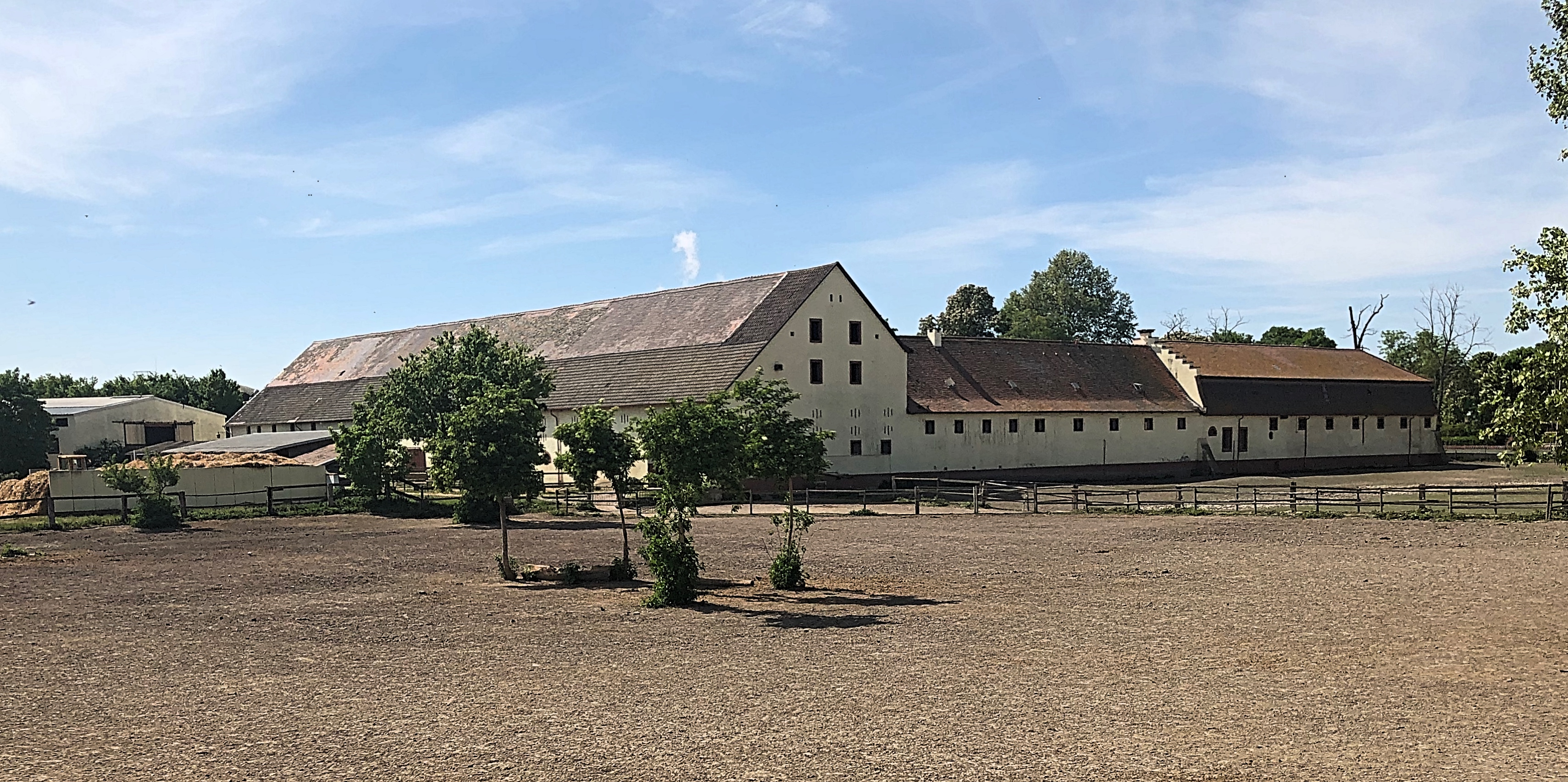
Hofgut
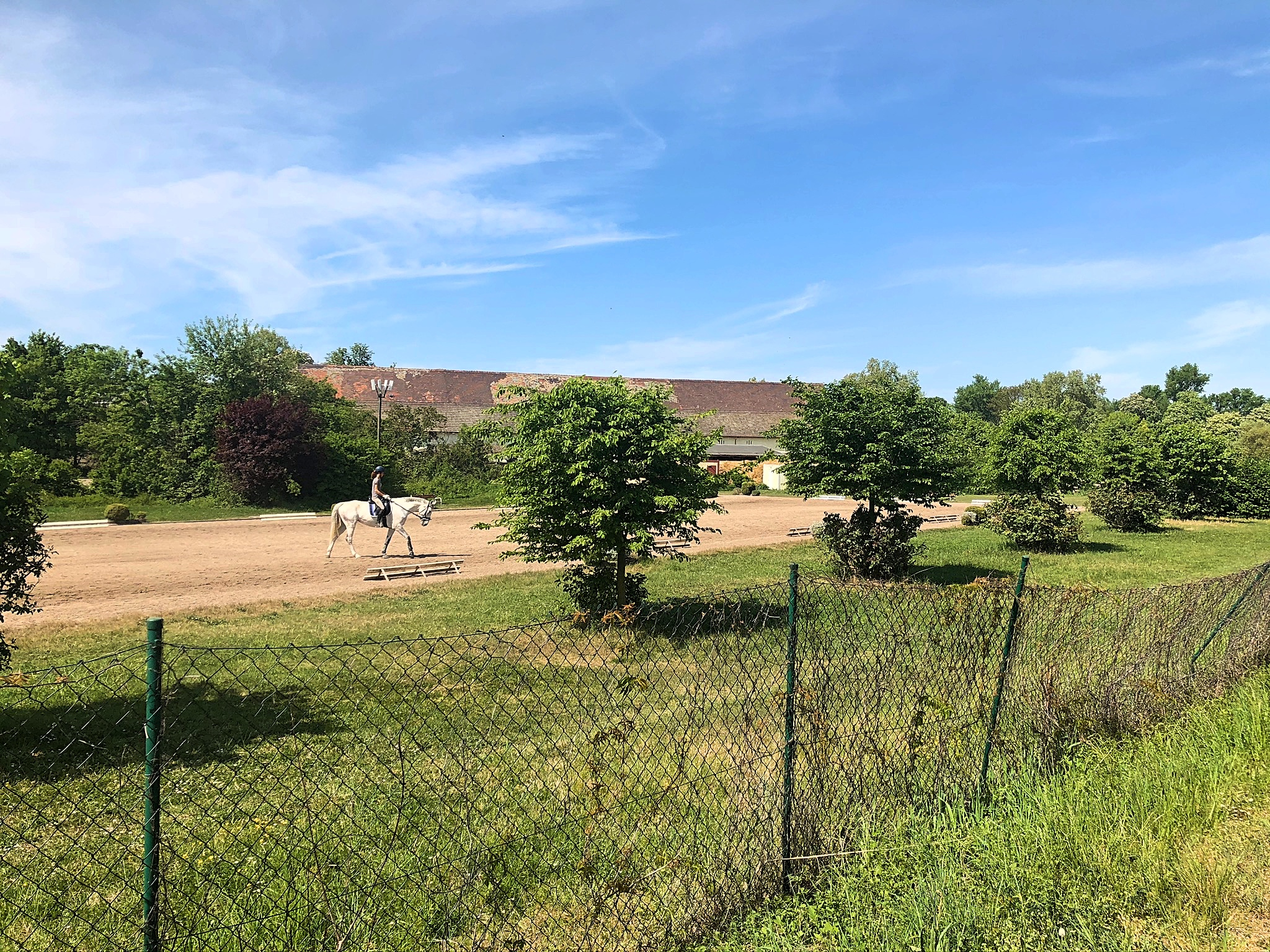
Gestüt
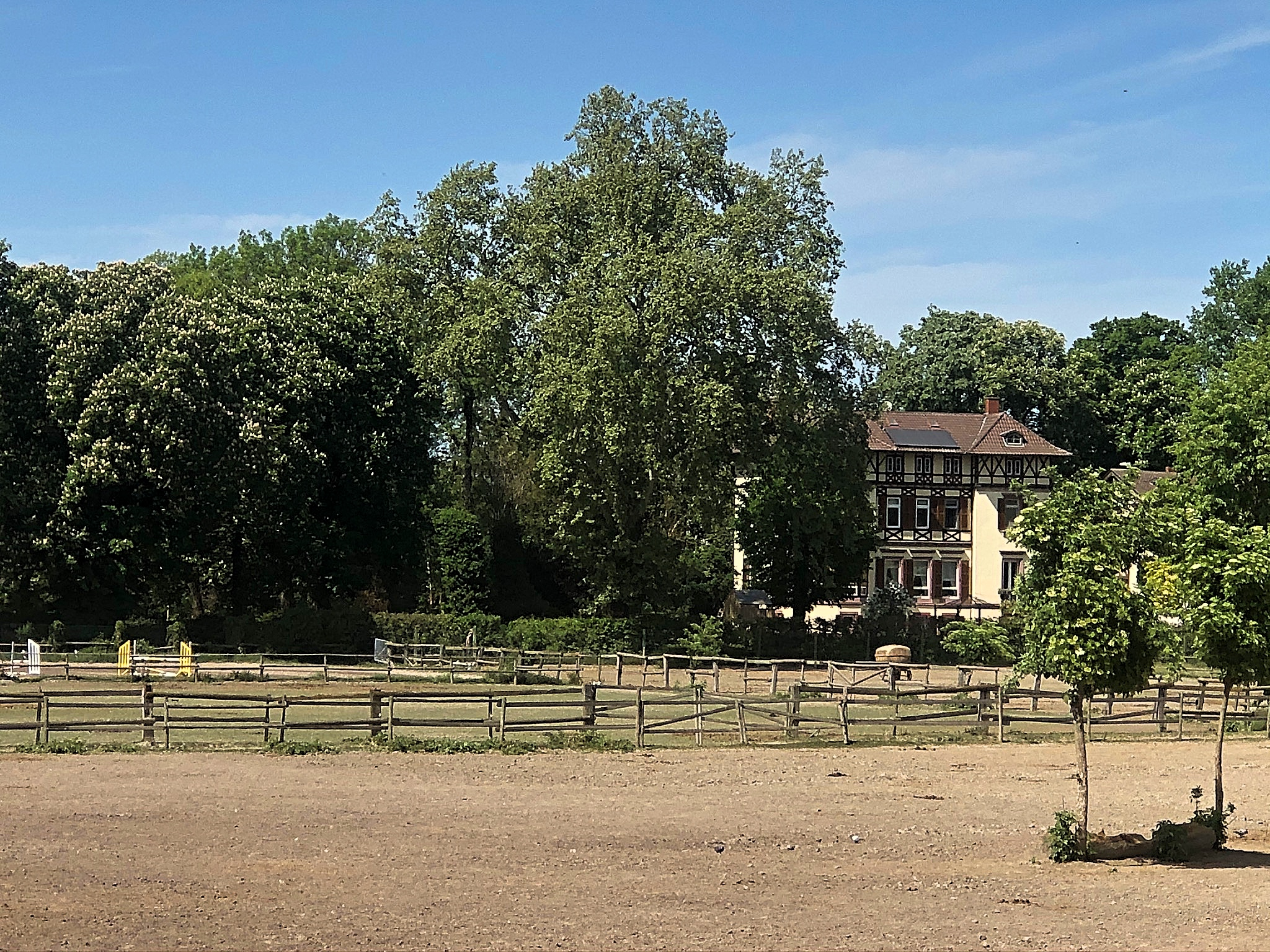
Gutshaus